# Watson Nunatak
Watson Nunatak är en nunatak i Antarktis. Den ligger i Östantarktis. Australien gör anspråk på området. Toppen på Watson Nunatak är 1 186 meter över havet.
Terrängen runt Watson Nunatak är huvudsakligen lite kuperad. Trakten är obefolkad. Det finns inga samhällen i närheten. 